# کتب سته
کتب ستّه (به عربی: الكتب الستة)، (به فارسی: نَسک‌های شش‌گانه)، به مجموع شش کتاب حدیث گفته می‌شود که معتبرترین کتب حدیث در نزد اهل سنت می‌باشد. این کتاب‌ها پس از قرآن مهم‌ترین منابع دینی است که در دسترس اهل سنت است و به‌دست علمای اهل سنت مطالعه و استفاده می‌شود.
گردآورندگان هر شش کتاب اهل ایران بوده‌اند. در میان این کتاب‌های حدیث، لفظ صحیح تنها به دو کتاب صحیح بخاری و صحیح مسلم اختصاص داده می‌شود در حالی که چهار کتاب حدیث دیگر، هم شامل احادیث صحیح و هم غیر صحیح هستند؛ بنابراین لفظ صحاح سته (یعنی کتابهای صحیح شش‌گانه) به اشتباه در بین عموم رایج شده است.
دو کتاب دیگری که به عنوان منابع اولیه توسط اهل سنت استفاده می‌شوند عبارتند از موطأ مالک و مسند از احمد بن حنبل.

## فهرست
این کتب عبارت‌اند از:
| نَسک          | نویسنده                 | زادروز          | درگذشت          | زندگانی | زادگاه                       | شهروند |
| ------------ | ----------------------- | --------------- | --------------- | ------- | ---------------------------- | ------ |
| صحیح بخاری   | محمد بن اسماعیل بخاری   | ۱۹۴ ه.ق - ۸۱۰م  | ۲۵۶ ه.ق - ۸۷۰ م | ۶۲ سال  | شهر بخارا در ازبکستان امروزی | ایرانی |
| صحیح مسلم    | مسلم بن حجاج نیشابوری   | ۲۰۶ ه.ق - ۸۲۲ م | ۲۶۱ ه.ق - ۸۷۵   | ۵۵ سال  | شهر نیشابور در ایران         | ایرانی |
| سنن نسائی    | احمد بن شعیب نسائی      | ۲۱۴ ه.ق - ۸۲۹ م | ۳۰۳ ه.ق - ۹۱۵ م | ۸۹ سال  | شهر نسا در تركمنستان امروزی  | ایرانی |
| سنن ابوداوود | ابوداوود سلیمان سجستانی | ۲۰۲ ه.ق - ۸۱۷ م | ۲۷۵ ه.ق - ۸۸۸ م | ۷۳ سال  | استان سیستان در ایران        | ایرانی |
| سنن ترمذی    | ابوعیسی محمد ترمذی      | ۲۰۹ ه.ق - ۸۲۴ م | ۲۷۹ ه.ق - ۸۹۲ م | ۷۰ سال  | شهر ترمذ در ازبکستان امروزی  | ایرانی |
| سنن ابن ماجه | محمد بن ماجه قزوینی     | ۲۰۹ ه.ق - ۸۲۴ م | ۲۷۳ ه.ق - ۸۸۶ م | ۶۴ سال  | شهر قزوین در ایران           | ایرانی |